# Бородина (деревня)
Бородина — деревня в Плесецком районе Архангельской области.

## География
Находится в западной части Архангельской области на расстоянии приблизительно 22 км на восток-северо-восток по прямой от административного центра района поселка Плесецк на правом берегу реки Шорда.

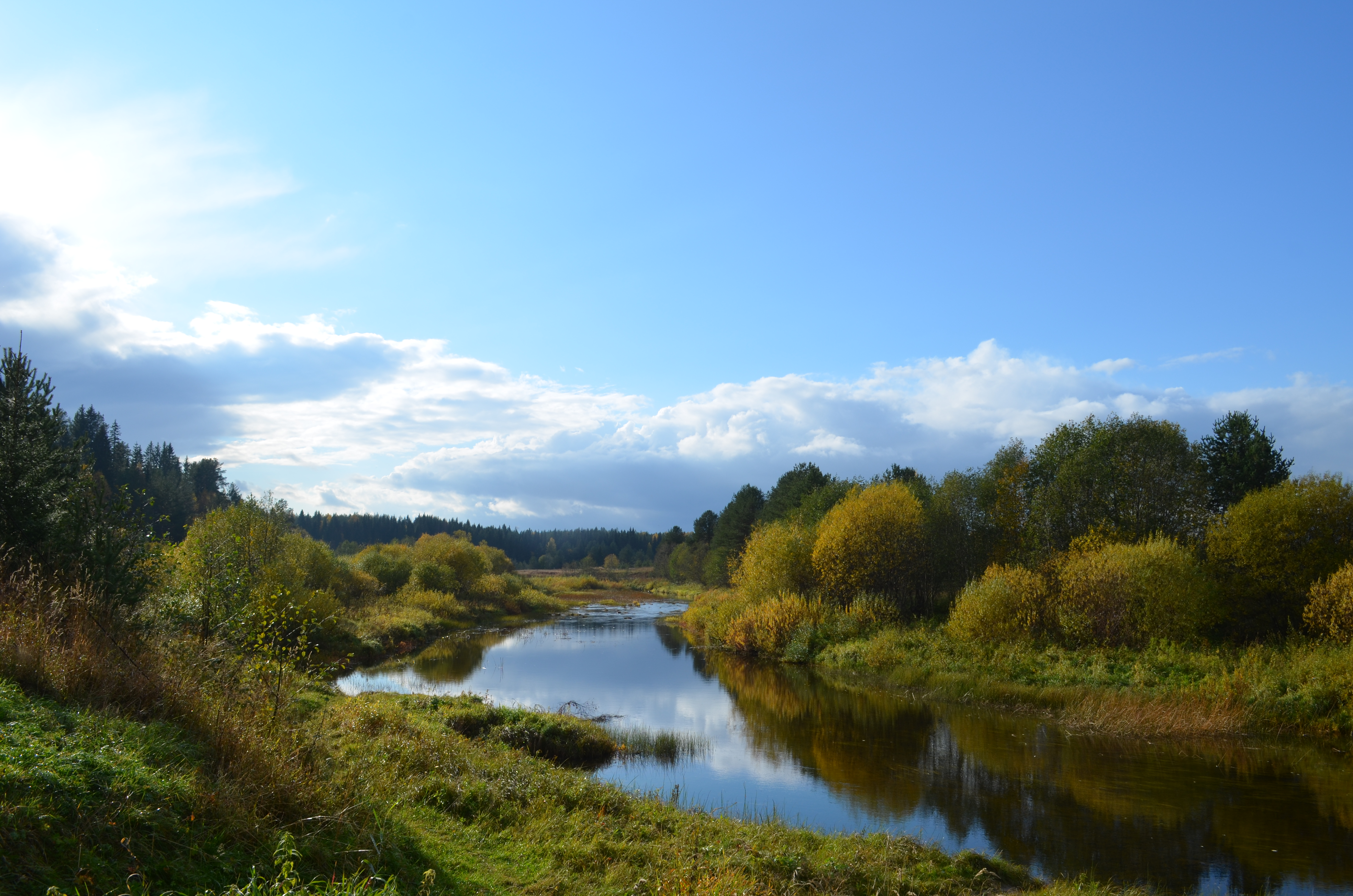
Река Шорда в черте деревни Бородина

## История
Была отмечена на карте уже в конце советского периода истории. До 2021 года входила в Тарасовское сельское поселение до его упразднения.

## Население
Численность населения: 1 человек (русские 100 %) в 2002 году, 7 в 2010.